# Robertus cantabricus
Espèce
Robertus cantabricus est une espèce d'araignées aranéomorphes de la famille des Theridiidae.

## Distribution
Cette espèce est endémique d'Espagne. Elle se rencontre en Cantabrie entre Villacarriedo et Puente Viesgo dans les grottes Cueva del Pis et El Soto Iruz et aux Asturies entre Pravia et Candamo dans la grotte Caverna de San Román de Candamo.

## Étymologie
Son nom d'espèce lui a été donné en référence au lieu de sa découverte, la Cantabrie.

## Publication originale
- Fage, 1931 : Araneae, 5e série, précédée d'un essai sur l'évolution souterraine et son déterminisme. Biospeologica, LV. Archives de Zoologie Expérimentale et Générale, vol. 71, p. 91-291.